# 廃棄物

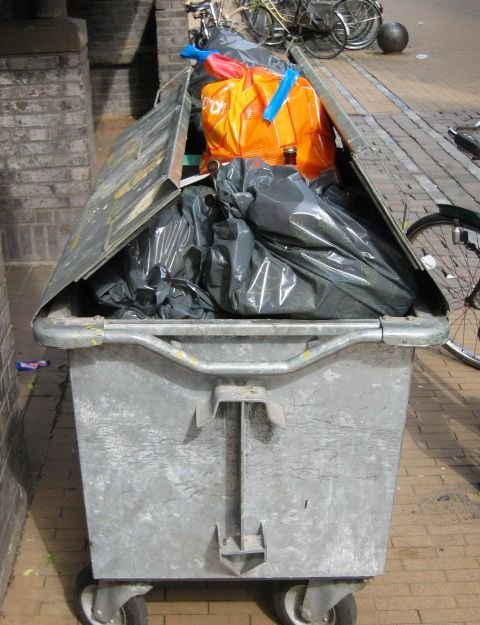
カートに積まれた廃棄物

廃棄物（はいきぶつ、Waste）とは、不要になり廃棄の対象となった物および既に廃棄された無価物。

## 廃棄物の定義

### バーゼル条約
バーゼル条約でいう「廃棄物」とは、処分がされ、処分が意図され又は国内法の規定により処分が義務付けられている物質又は物体をいう。

### 日本の法律
廃棄物の処理及び清掃に関する法律（廃棄物処理法）第2条によれば、「廃棄物」とは「ごみ、粗大ごみ、燃え殻、汚泥、ふん尿、廃油、廃酸、廃アルカリ、動物の死体その他の汚物又は不要物であって、固形状又は液状のもの（放射性物質及びこれによって汚染された放射性廃棄物を除く）をいう」とされている。
ここでいう「廃棄物」については、「占有者が自ら、利用し、又は他人に有償で売却することができないために不要になった物」との解釈が厚生省（当時）環境衛生局環境整備課長通知により示されており、有価物は廃棄物ではないと判断される。
循環型社会形成推進基本法においては、有価・無価を問わず「廃棄物等」とする。
環境省の通知では、廃棄物とは、占有者が自ら利用し、又は他人に有償で譲渡することができないために不要となったものをいい、これらに該当するか否かは、その物の性状、排出の状況、通常の取扱い形態、取引価値の有無及び占有者の意思等を総合的に勘案して判断すべきであるとしている。
- 物の性状：利用用途に要求される品質を満足し、かつ飛散、流出、悪臭の発生等の生活環境の保全上の支障が発生するおそれのないものであること[4]。
- 排出の状況：排出が需要に沿った計画的なものであり、排出前や排出時に適切な保管や品質管理がなされていること[4]。
- 通常の取扱い形態：製品としての市場が形成されており、廃棄物として処理されている事例が通常は認められないこと[4]。
- 取引価値の有無：占有者と取引の相手方の間で有償譲渡がなされており、なおかつ客観的に見て当該取引に経済的合理性があること。実際の判断に当たっては、名目を問わず処理料金に相当する金品の受領がないこと、当該譲渡価格が競合する製品や運送費等の諸経費を勘案しても双方にとって営利活動として合理的な額であること[4]。
- 占有者の意思：客観的要素から社会通念上合理的に認定し得る占有者の意思として、適切に利用し若しくは他人に有償譲渡する意思が認められること、又は放置若しくは処分の意思が認められないこと[4]。
- 概ね一八〇日以上の長期にわたり乱雑に放置されている状態をいうものであること[5]。

### 米国の法律
連邦法の資源保護回復法（Resource Conservation and Recovery Act/ RCRA）によれば、「廃棄物」とは「廃棄物は廃棄物処理施設、上水道施設又は大気汚染防止施設から排出されるあらゆるごみ、くず及び汚泥並びに工業、商業、鉱業、農業の事業活動及びコミュニティ活動から生ずる固体、液体、半固体及びガス態の物質を含んだその他の廃棄物のことをいう。」としている。ただし「生活排水の固形物と溶解性物質、灌漑排水の固形物と溶解性物質、連邦水質汚濁防止法第42条に基づく排出許可が必要な点汚染源である工場廃水あるいは1954年原子力エネルギー法で定義されている放射線源、特定放射性物質又は副産物は含まない。」としている。

### 中国の法律
日本の「廃棄物」に相当する言葉として、 中国では「固体廃棄物」が用いられる｡「固体廃棄物環境汚染防止法」第八十八条によれば、「廃棄物」とは｢利用価値が無い｣ か、 あったとしても ｢廃棄・放棄されている｣ ものであり、日本における一般廃棄物・産業廃棄物の分類に近い 「生活系ごみ」「産業固体廃棄物」の定義が存在することに並列して「危険廃棄物」が定義された3つに大分類されることが見て取れる。

## 廃棄物の処理

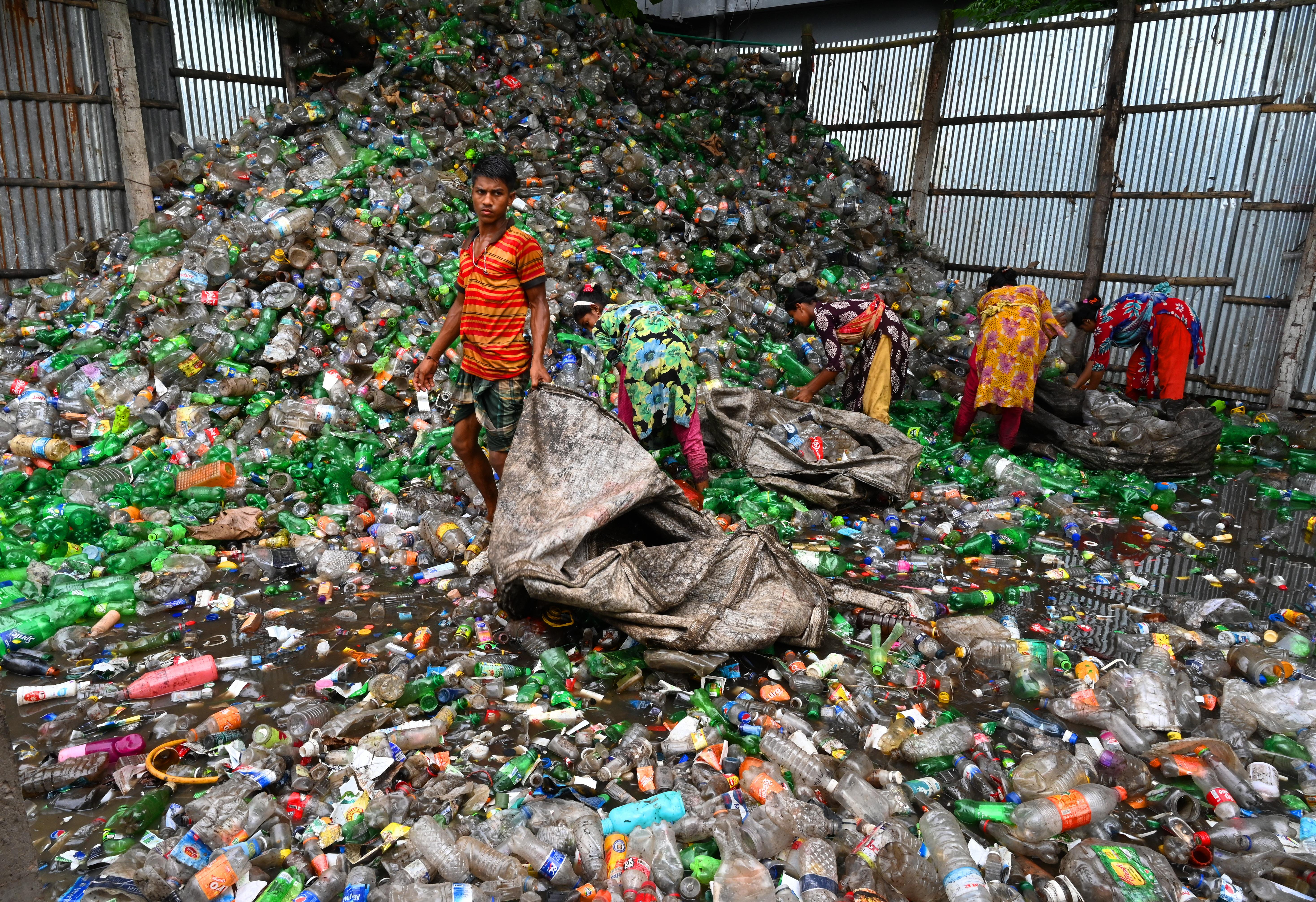
埋め立てによる廃棄物処理

バーゼル条約では廃棄物の「処理」とは、有害廃棄物又は他の廃棄物の収集、運搬及び処分をいい、処分場所の事後の管理を含むとしている。

## 日本における廃棄物

### 区分
廃棄物の処理及び清掃に関する法律（廃棄物処理法）では、廃棄物はまず産業廃棄物と一般廃棄物に大別される。

### 統計
令和4年度の廃棄物の量
- 産業廃棄物
  - 総排出量 約3億7,406.9万トン
  - 再生利用量　約2億268.5万トン
  - 減量化量　　約1億6,236.3万トン 
  - 最終処分量 　約902.1万トン

- 一般廃棄物
  - 総排出量 約4,034万トン
  - 総資源化量 約791万トン
  - 最終処分量 約337万トン

産業廃棄物を埋め立てる最終処分場の残余年数は概ね増加傾向にあるものの首都圏では2023年4月1日時点で11.7年（全国は20.0年）と2009年以降で残余年数が最も長いが依然として厳しい状況がある。また、最終処分場の数にいたっては概ね減少傾向にあり、最終処分場の確保は引き続き厳しい状況である。令和5年度末現在、一般廃棄物最終処分場は1,554施設（うち令和5年度中の建設中も含めた新設の5施設を含む。）、残余容量95,751千ｍ3であり、平成30年度以降、減少傾向で推移している。残余年数は全国平均で24.8年であり、増加傾向で推移している。大都市圏における残余年数の状況については、首都圏では32.6年、近畿圏では20.5年であった。
また、減少傾向にあるものの食料の廃棄の多さが問題とされることが多い。食品廃棄物は、令和5年度で本来食べられるにもかかわらず捨てられてしまう「食品ロス」が、約464万トンであったと推計された。内訳として、事業から231万トンであり、家庭の場合は233万トンであった。

## 米国における廃棄物

### 区分
資源保護回復法（Resource Conservation and Recovery Act/ RCRA）では、廃棄物はまず有害廃棄物（hazardous waste）と非有害廃棄物（non-hazardous waste）に大別される。
有害廃棄物（hazardous waste）は「その量、濃度あるいは物理的、化学的又は感染症的性質により（A）死亡率の増加あるいは回復不可能な重度の病気又は回復はしても機能の一部が失われてしまうような病気の増加に重要な要因を与える、もしくは、（B）適正でない処理、保管、搬送又は処分などにより現在もしくは将来にわたり危険をもたらすことになる、廃棄物又は廃棄物の混合物のことをいう。」と定義されている。非有害廃棄物（non-hazardous waste）は、資源保護回復法にサブタイトルはあるものの定義はなく、アメリカ連邦規則集（Code of Federal Regulations）で「環境保護回復法のサブタイトルCによって規定された有害廃棄物でない廃棄物で、製造・生産過程で発生した廃棄物」と定義されている。

### 各州
州の廃棄物処理計画が連邦環境保護庁に承認されると、州政府が廃棄物処理の規則を定めて管理を行う主体となる。廃棄物の区分や指導も州により様々で、連邦環境保護庁では商業ごみ（Commercial waste）と産業廃棄物（Industrial waste）を区別しているが、これらを区別していない州もある。

### 民間委託
廃棄物処理については計画・評価を除いた収集・処分について、公共の関与が薄れ、民間業者に委ねられる傾向が強くなっている。ニューヨーク市では財政危機や埋立て処分場の不足により、公営の埋立て処分場を閉鎖し、ごみの収集や処分を民間企業に委託している。

## 中国における廃棄物

### 区分
｢固体廃棄物環境汚染防止法｣では、廃棄物は｢生活系ごみ｣ ｢産業固体廃棄物｣と｢危険廃棄物｣に大別される。
実は2017年の全国代表人民大会にて、「ごみの分別処理制度を普及させる」ことが重要課題として言及されている。中国ではごみの分別が2018年から北京や天津、広州市など46の重点都市で全国に先駆けて試行、2019年から全国の市級自治体（日本の県に相当）及びそれ以上の都市で生活ごみの分別作業が全面的にスタートした。2020年末までに46の重点都市で分別処理の体制を整えるとしている。その中でも、「中国で最も厳しい分別規制」と言われている「上海市生活ごみ管理条例」が上海市で7月1日施行された。

### 上海市での事例
「上海市生活ごみ管理条例」では、生活ごみを「リサイクル資源」（缶、瓶、衣類、プラスチックなど）、「有害ごみ」（電池、蛍光灯など）、「湿ったごみ（湿ごみ）」（生ごみなど）、「乾いたごみ」（汚れた紙屑、おむつなど、その他のごみ）、の4種類に分別することとし、「決められた時間に決められた場所に」ごみを出すこととしている。
同市政府の2019年11月の報告においては、施行から3カ月間において、回収したリサイクル資源は約5960トン/日、湿ったごみ（生ごみ）は約8710トン/日であり、2018年10月と比べると、それぞれ5.6倍と2倍と増加した。このほか、乾いたごみは14,830トン/日（同月比33%減）、有害ごみは1トン/日（同月比10倍以上）とされ、適正な分別に成果を挙げている。